# Pezicula cinnamomea

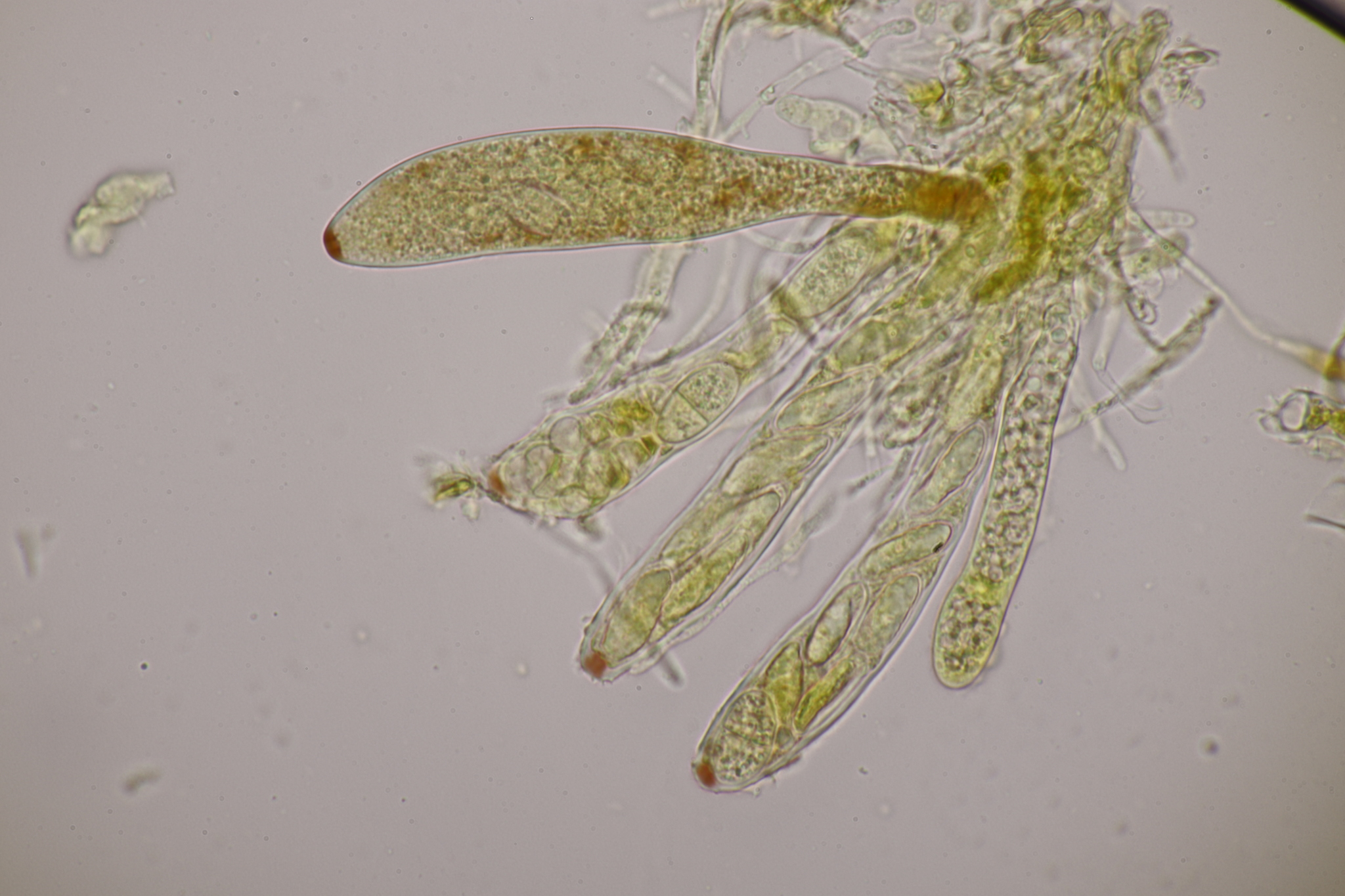
Worki z zarodnikami i parafizy

Pezicula cinnamomea (DC.) Sacc. – gatunek grzybów z rodziny Dermateaceae.

## Systematyka i nazewnictwo
Pozycja w klasyfikacji według Index Fungorum: Pezicula, Dermateaceae, Helotiales, Leotiomycetidae, Leotiomycetes, Pezizomycotina, Ascomycota, Fungi.
Po raz pierwszy opisał go w 1815 r. Augustin Pyramus de Candolle, nadając mu nazwę Peziza cinnanomea. W 1889 r. Pier Andrea Saccardo przeniósł go do rodzaju Pezicula. Ma 18 synonimów. Niektóre z nich:
- Cryptosporiopsis quercina (Fuckel) Petr. 1924
- Dermatea cinnamomea (DC.) W. Phillips 1887[2].

## Morfologia
Owocniki
Apotecja wyrastające na kolistych lub podłużnych podkładkach w skupiskach do 15 sztuk na jednej podkładce, półsiedzące lub na krótkim, mocnym trzonie, często na starych owocnikach. Tarczka owocnika okrągła, początkowo płaska, później wypukła, białawo oprószona, w stanie świeżym oprószona, o barwie od bladożółtej do cynamonowej lub czerwonobrązowej, na olszach zazwyczaj cielista i matowa, na klonach szarawoochrowa i matowa, w eksykatach o barwie od żółtej do czerwonobrązowej, o średnicy 0,3-1,2 (-2,0) mm w stanie świeżym i do 1,4 mm w eksykatach. Dolna strona tej samej barwy, u podstawy ciemniejsza, oprószona. Brzeg cały, drobno puszysty, początkowo nieco uniesiony, następnie nieregularnie rozdarty, ukryty lub zanikający.
Cechy mikroskopowe
Worki maczugowate do cylindryczno-maczugowatych, o wierzchołku zaokrąglonym, stożkowym lub ściętym, zwężające się stopniowo lub gwałtownie w trzonek o zmiennej długości, 75–135 × 12–20 µm (w widoku z przodu), 85–175 × 15–24 µm (w widoku z boku), 8 zarodnikowe. Aparat apikalny w odczynniku Melzera amyloidalny lub nieamyloidalny, w świeżym materiale lekko czerwony, ale w eksykatach niebieski. Askospory nierównoboczne, elipsoidalne (Q = 2,7–3,2), proste lub zakrzywione, końce zaokrąglone lub jeden nieco spiczasty, początkowo szkliste, cienkościenne, bez przegród, wypełnione zielonkawymi kropelkami oleju, o wymiarach średnio 15–31 × 75–12 µm, później z grubszymi i brązowymi ścianami, z 3–5(–7) przegrodami, w końcu murkowate. Często bezpośrednio po uwolnieniu wytwarzają konidia bezpośrednio z drobnych otworów w ścianie zarodników lub z odrębnych, czasami zintegrowanych fialid w krótkich konidioforach. Konidia szkliste, cylindryczno-maczugowate, wierzchołek zaokrąglony, podstawa wąsko ścięta, szklista, 6,5–8 × 1–1,5 µm. Parafizy nitkowate, septowane, tępe, rozgałęzione, szkliste, o szerokości 1,5–2,5 µm; komórki wierzchołkowe nieregularnie napęczniałe do 7,5 µm, o gładkich lub nieznacznie szorstkich ścianach.

## Zasięg występowania i siedlisko
Występuje głównie w Ameryce Północnej i Europie, jego stanowiska podano także w Azji, Ameryce Środkowej i na Nowej Zelandii. W Polsce M.A. Chmiel w 2003 r. przytoczyła 2 stanowiska, w późniejszych latach podano następne.
Grzyb nadrzewny, saprotrof rozwijający się na martwej korze, rzadko także na gołym drewnie różnych drzew iglastych, w tym: jodła Abies, cyprysik Chamaecyparis, jałowiec Juniperus, modrzew Larix, świerk Picea, sosna Pinus, daglezja Pseudotsuga, sekwoja Sequoia, żywotnik Thuja.